# 489 km (Karelia)
489 km (ros. 489 км, krl. 489 km) – przystanek kolejowy w lasach, w rejonie kondopożskim, w Karelii, w Rosji. Położony jest na linii Wołchow - Murmańsk. Najbliższą miejscowością jest Liżma.